# مونته سن جورجو
مونته سن جورجو یا کوه سن جورجو (به ایتالیایی: Monte San Giorgio) به ارتفاع ۱٬۰۹۷ متر، کوهی هرمی‌شکل و پوشیده از جنگل در جنوب دریاچهٔ لوگانو در کانتون تیچینو در سوئیس است که بنا بر قانون آن کشور در منطقه‌ای حفاظت‌شده قرار دارد. این منطقه یکی از از بهترین مناطق برای مطالعهٔ پیشینهٔ فسیلهای جانداران دریایی در دورهٔ تریاسه (۲۴۵ – ۲۳۰ میلیون سال پیش) به‌شمار می‌رود. دیرینه‌شناسان موفق به ثبت زندگی در یک محیط تالابی استوایی شده‌اند که بخشی از آن توسط صخره‌ای دریایی از دریای آزاد جدا شده و انواع متنوعی از جانوران دریایی همچون خزندگان، ماهیها، دوکفه‌ای‌ها، آمونیتها، خارپوستان و سخت‌پوستان در آن به‌وجود آمده بود.
از آنجا که این تالاب در نزدیکی خشکی قرار داشت علاوه بر فسیل‌های موجودات آبزی، فسیل‌های موجودات خشکی‌زی همچون خزندگان، حشرات و گیاهان نیز در این منطقه قابل بررسی است و همین موضوع مونته سن جورجو را به یکی از غنی‌ترین منابع فسیلی در جهان تبدیل کرده‌است.
اهمیت مونته سن جورجو از نظر تنوع فسیلی و یگانگی آن به‌عنوان منبعی شناخته‌شده برای مطالعهٔ زیست دریایی در دورهٔ تریاسه سبب شد تا نام بخش سوئیسی آن در سال ۲۰۰۳ به عنوان میراثی طبیعی در فهرست میراث جهانی یونسکو قرار گیرد. سمت ایتالیایی کوه نیز با توجه برآورده‌سازی الزامات مورد نیاز از نظر یکپارچگی فسیلی، در سال ۲۰۱۰ به‌عنوان بخش فرعی این ناحیه از سوی یونسکو به فهرست پیشین اضافه شد.